# حزقيال كارلوس باومغارتنر
حزقيال كارلوس باومغارتنر (بالإسبانية: Juan Carlos Baumgartner)‏ هو مهندس معماري مكسيكي، ولد في 27 فبراير 1972.